# Sebkhet Melloûl
Sebkhet Melloûl är en saltöken i Algeriet.   Den ligger i provinsen Sétif, i den norra delen av landet, 220 km öster om huvudstaden Alger.